# Városháza (Sátoraljaújhely)
A sátoraljaújhelyi városháza, egykori vármegyeháza Sátoraljaújhely központjában, a Kossuth tér 5. szám alatt álló barokk stílusú épület, a város egyik legjelentősebb műemléke.

## Az épület
Az egyemeletes főépület a városközpont dísze. Barokk stílusú kapuzata fölötte kis kiugró erkély, innen mondta el Kossuth Lajos első szónoklatát 1831-ben. A főhomlokzat közepén nyíló három magasított ablak mögött található a hajdani megyegyűlés díszes terme, fából készült festett karzatával. Az északi épületszárny emeletén alakították ki Zemplén vármegye levéltárát, 1776-ban készült barokk szekrénysora ma is használatban van. A levéltárban dolgozott éveken át Kazinczy Ferenc, emlékét őrzi a városháza belső udvarán felállított mellszobra, Pátzay Pál alkotása.

## Történeti áttekintés
A 18. század közepén Sátoraljaújhely Zemplén vármegye székhelye lett. A megyeháza építését Salvator Aprilis olasz építész tervei szerint 1754-ben kezdték el és 1768-ban fejezték be. 1770-ben a vármegye már itt köszönthette az erre utazó II. Józsefet, itt fogadták 1809-ben és 1814-ben a Napóleon ellen vonuló orosz sereget. Falai között működtek a vármegye hivatalai, itt volt a főispán és az alispán székhelye, az udvar végében börtön is állt. Az északi épületszárnyban Zemplén levéltára kapott helyet, mely jelenleg is ott található. A megyeháza épületét 1832-ben felújították és átalakították. A törvényszéket és az új börtönt az 1859-ben emelt háromszintes hátsó épületszárnyban rendezték be; az épületrészt 1928-ban lakóépületté alakították, majd az 1980-as években lebontották.
A városháza eredetileg nem itt, hanem 1894-től a Kazinczy Ferenc Múzeum mai épületében működött. Miután Zemplén vármegye megszűnt, 1950-ben a városi tanács hivatalait ide költöztették át, a műemléki felújítást 1966–1974 között végezték el. Az épület 1999 óta a városi önkormányzat székháza.